# Isaac Rülf

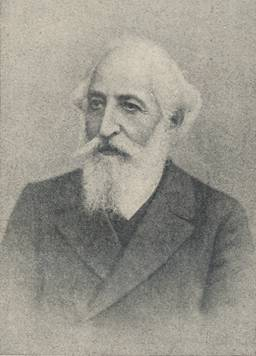
Le rabbin Isaac Rülf

Le rabbin Isaac (Yitzhak) Rülf (10 février 1831-18 septembre 1902) est un professeur, journaliste et philosophe juif. Il est principalement connu pour son travail humanitaire et comme un des pionniers du sionisme.
Rülf est né à Rauischholzhausen dans l'électorat de Hesse. Il reçoit son certificat d'enseignant en 1849, devient l'assistant du rabbin de l'arrondissement et enseigne alors dans d'autres petites communautés. Il reçoit son diplôme de rabbin en 1854 de l'Université de Marbourg et son doctorat en philosophie en 1865 de l'Université de Rostock. Cette même année, il devient rabbin de Memel en province de Prusse-Orientale,.
Rülf se rend tout d'abord célèbre pour son action dans l'affaire Jankel Widutzky, où un pasteur anglais tente de convertir Widutzky, un jeune Juif de Memel. Rülf attaque le missionnaire en 1867 dans un article intitulé: Jankel Widutzky, der den Händen der Judenbekehrungs Mission entzogene Knabe (Jankel Widutzky, le garçon à retirer des mains de la mission de conversion des Juifs) qui déclenche un tollé en Allemagne. Widutzky ne sera alors pas converti et entrera au collège rabbinique.

## Rabbin à Memel
Memel, en plus d'être un important port sur la Baltique, est une ville frontière et un carrefour entre l'Est et l'Ouest. Elle est située à l'extrémité de la Prusse-Orientale, à la frontière avec la province lituanienne russe du Kovner Gubernie.
La communauté juive de Memel est divisée entre les Juifs occidentaux (prussiens et allemands) et les Juifs orientaux (polonais, russes, lituaniens), avec différents groupes ayant chacun leurs propres institutions et leurs propres dirigeants. Cette division est encore amplifiée par une attitude religieuse beaucoup plus traditionnelle des Juifs de l'Est, ainsi qu'à une ignorance plus grande des affaires mondiales. Rülf arrive à Memel comme le rabbin des Juifs allemands, mais il essaye d'unifier les différentes communautés. C'est ainsi, qu'en 1875, Rülf collecte des fonds parmi les Juifs allemands relativement fortunés, pour aider les Juifs lituaniens et russes à construire leur Beth Midrash (salle d'étude). Il acquiert ainsi la confiance des Juifs de l'Est, qui l'avaient initialement rejeté comme le Herr Doctor Rabbiner de la riche minorité allemande.
Afin de compléter sa faible paye de rabbin, Rülf devient un éditeur du Memeler Dampfboot, le journal libéral le plus important de la ville. De 1872 jusqu'à son départ de la ville, il en est l'éditeur en chef. En 1862, Rülf et le rabbin Israël Salanter  (Israël de Salant) fondent ensemble une Hevra kaddisha (société du dernier devoir) à Memel. En 1879, Rülf crée une Armenschule, une école pour les pauvres, et en 1886 il dirige le financement et la construction d'une synagogue pour les Juifs allemands. En 1871, avec deux collaborateurs, il pousse à la construction d'un hôpital juif à Memel. Cet hôpital va attirer un si grand nombre de patients vers la ville, que celui-ci doit être agrandi en 1896. Il vient d'être restauré et est toujours de nos jours utilisé comme hôpital.
Au début des années 1880, la municipalité prend des mesures pour expulser de Memel un nombre croissant de Juifs. Rülf recueille alors des sommes importantes pour financer le voyage et les dépenses courantes de ces exilés. Dans de nombreux cas, les sommes données sont suffisamment importantes pour qu'ils puissent atteindre les États-Unis. En 1885, Rülf utilise ses contacts politiques en Allemagne pour éviter une déportation massive des Juifs de Memel.
En 1898, Rülf prend sa retraite et s'installe avec sa famille à Bonn.

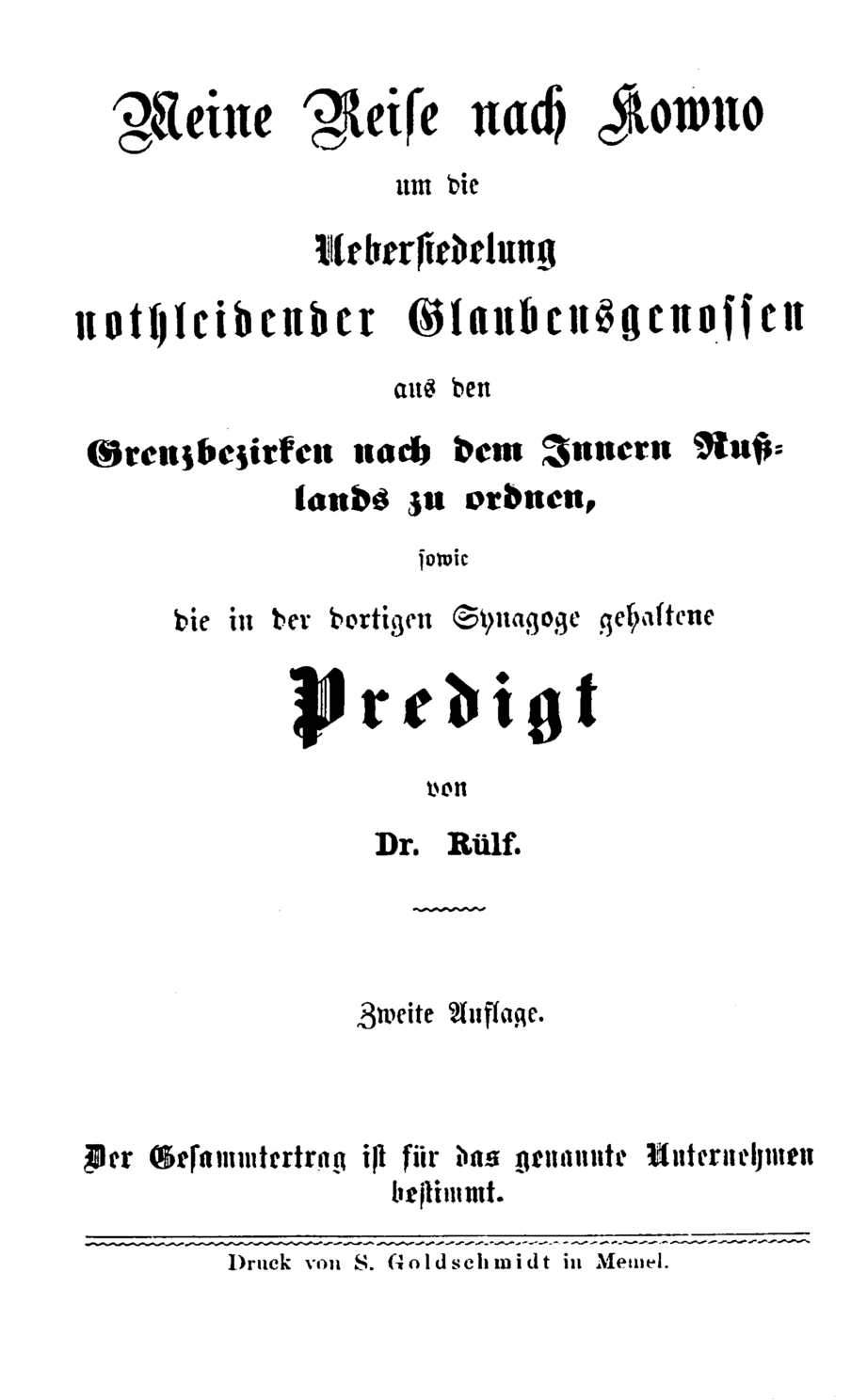
Page de titre de Meine Reise nach Kowno

## L'aide humanitaire internationale
Rülf voyage à l'Est pour étudier les conditions misérables et souvent cruelles des communautés juives en Russie et en Lituanie. À son retour, il écrit : Meine Reise nach Kowno (Mon voyage à Kovno) (1869) et Drei Tage im juedischen Russland (Trois jours en Russie juive) (1882). En même temps, il reçoit des rapports passés illégalement par la frontière lituanienne, sur les pogroms anti-juifs en Russie. Il traduit ses rapports en allemand et les envoie en Angleterre, où ceux-ci sont publiés en deux longs articles, dans le London Times le 11 et 13 janvier 1882. Des Juifs russes réussissent à fuir illégalement vers l'Allemagne, grâce à une association clandestine dirigée par Rülf.
Dans les années 1880, Rülf crée et dirige le Comité permanent pour l'aide aux Juifs russes. Il organise des campagnes massives d'aide aux Juifs russes, et par milliers, ceux-ci vont le surnommer Rabbiner Hülf (en yiddish: Rabbin Aide,). On estime que Rülf sauve près de 30 000 Juifs lituaniens de la famine lors de la grande famine de 1867-1868, en collectant la somme considérable de 630 000 marks en Allemagne et en la transférant à 230 villages juifs lituaniens sur une période d'un an et demi.

## Le sionisme

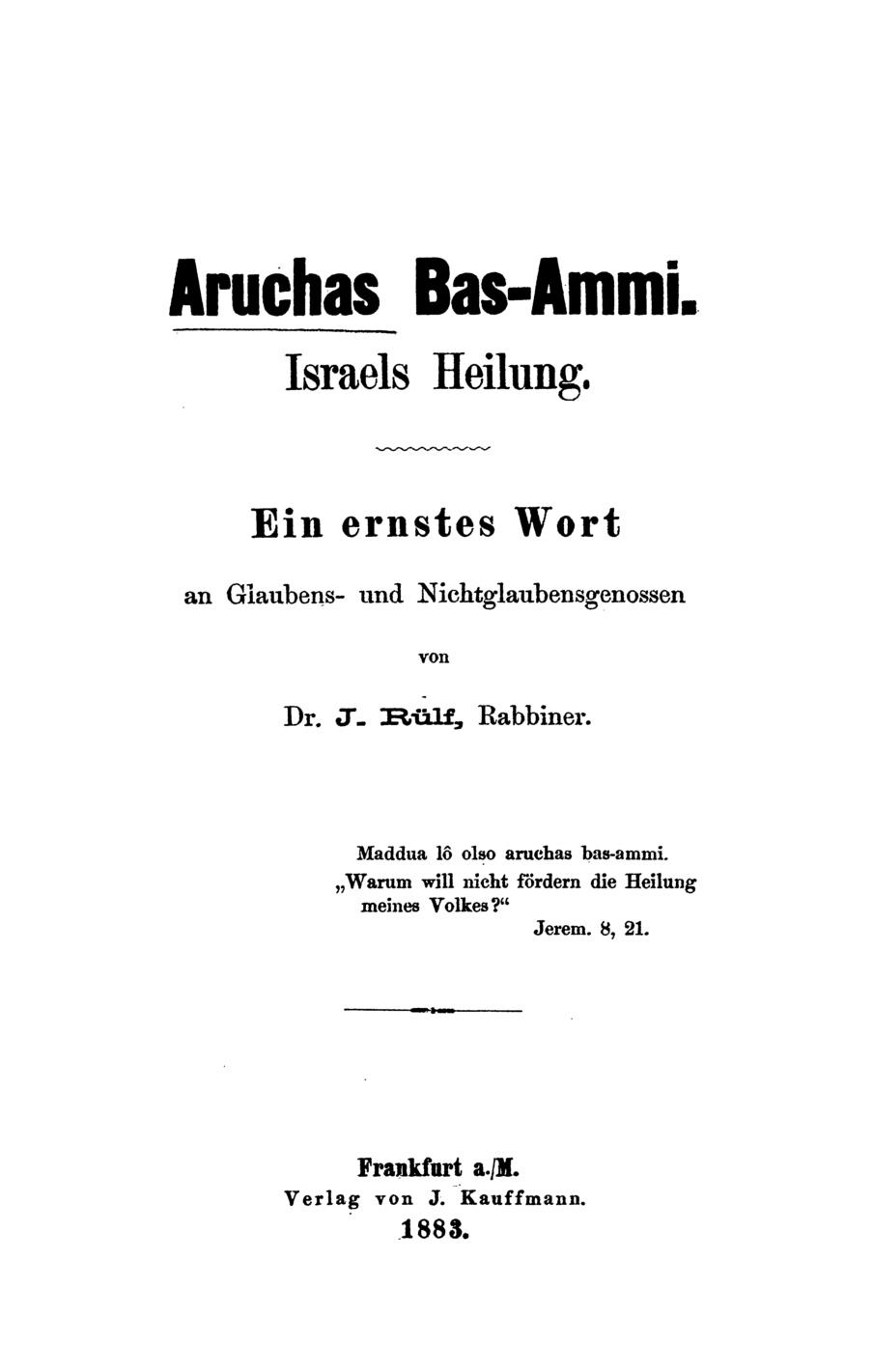
Page de titre de Aruchas Bat-Ammi

Rülf est frappé par le fait que les Juifs russes se voient eux-mêmes simplement comme Juifs, à la différence des Juifs de l'Ouest qui s'identifient d'abord à leur pays de résidence. En 1881, il se convertit à cette vision de l'identité juive". Quelques mois plus tard, le Juif russe Léon Pinsker publie Autoémancipation, appelant à la création d'un état juif en réponse à l'antisémitisme. Rülf est d'accord avec l'idée de base, mais pas sur tout, ce qui le contraint à écrire en 1883: Aruchas Bas-Ammi (La guérison de la fille de mon peuple). Dans ce livre, il va beaucoup plus loin que Pinsker, spécifiant que le foyer national juif doit être en Palestine, que sa langue doit être l'hébreu et qu'il faut dès maintenant acheter des terres et favoriser l'immigration en Palestine.
Trois ans plus tard, le portrait de Rülf est un des premiers à paraitre dans le journal Kneset Israel publié à Varsovie,. Rülf va entretenir une correspondance pendant plusieurs années avec Pinsker et Nathan Birnbaum, l'inventeur du terme sionisme. Les lettres de Rülf et ses autres écrits sont conservés à la collection Rülf aux Archives centrales sionistes à Jérusalem, Israël.
Rülf est froissé quand en 1896, le jeune Theodor Herzl est choisi comme le responsable international du sionisme. C'est l'année où Herzl publie son livre phare Der Judenstaat (L'État juif). Cependant Rülf vient au secours de Herzl contre les rabbins protestataires antisionistes qui perturbent le Premier congrès sioniste en 1897, en tirant avantage de sa réputation énorme et en écrivant un article Déclaration contre déclaration, publié le 25 juin 1897 dans le journal juif Die Welt. En 1898, Rülf introduit Herzl au Second congrès sioniste, à Bâle (Suisse).
À Memel, Rülf est le mentor de David Wolffsohn, qui succédera à Herzl comme second président de l'Organisation sioniste mondiale. Wolffsohn arrive à Memel à l'âge de 17 ans de sa ville natale en Lituanie, et Rülf va le former et grandement l'influencer.
Sur le tard, Rülf tente d'alerter les Juifs européens sur le danger de l'antisémitisme allemand. Dans Études d'actualité, publié dans Die Welt du 18 mai 1900, il écrit que la fin du siècle ne signifie pas la fin du meurtre de millions de Juifs. Moins de cinquante ans plus tard, ses propres enfants n'échapperont pas à la Shoah.

## Famille et héritage
Isaac Rülf meurt à Bonn, quatre ans après s'y être installé pour continuer son travail philosophique.
Ses fils deviennent des amis personnels de Konrad Adenauer, le futur premier chancelier de la République fédérale d'Allemagne. La montée du nazisme met en danger la vie des Juifs. Jusqu'en 1933, Adenauer est maire de Cologne, et cache Benno, un des fils de Rülf, dans sa maison familiale de Rhöndorf. Mais Adenauer est lui aussi forcé de fuir et de se cacher dans un monastère. Benno et sa femme s'enfuient aux Pays-Bas, mais selon les déclarations de sa fille Elisabeth, il est arrêté et déporté au camp d'extermination d'Auschwitz où il meurt. Jacob, l'autre fils d'Isaac, se suicide à Bonn avant d'être déporté.
Une rue de Tel-Aviv en Israël porte le nom d'Isaac Rülf.

## Son œuvre
- Rülf publie un ouvrage de philosophie en cinq volumes, Système d'une nouvelle métaphysique, dans lequel il décrit ses théories sur le monisme théiste[3]:
  - Wissenschaft des Weltgedankens (1888) (La science de la pensée mondiale)
  - Wissenschaft der Gedankenwelt (1888) (La science du monde de la pensée)
  - Wissenschaft der Krafteinheit (1893) (La science de l'unité de puissance)
  - Wissenschaft der Geisteseinheit (1898) (La science de l'unité spirituelle)
  - Wissenschaft der Gotteseinheit(1903) (La science de l'unité de Dieu) – ouvrage publié après sa mort.
- Meine Reise nach Kowno (1869) (Mon voyage à Kovno)
- Der Einheitsgedanke als Fundamentalbegriff (1880) (L'idée de l'unité comme concept fondamental)
- Drei Tage in Jüdisch-Russland (1882) (Trois jours en Russie juive)
- Aruchas Bas-Ammi (1883) (La guérison de la fille de mon peuple)
- Das Erbrecht als Erbübel (1893) (Les droits de succession comme le défaut héréditaire)